# Svibice
Svibice (jméno je v jednotném čísle; německy Schibitz, polsky Sibica) byla do roku 1947 samostatnou obcí, dnes je čtvrtí města Českého Těšína v okrese Karviná. Městská čtvrť Svibice leží na jižním okraji Českého Těšína a je tvořena dvěma základními sídelními jednotkami Svibice I (převážně původní obec Svibice) a Svibice II (převážně nové panelové sídliště).

## Název
Svibice je poprvé uváděna v roce 1461 jako Swibicza. Na mapě prvního vojenského mapování nese název Schibitz. Po vzniku Československa je v úředních dokumentech až do roku 1925 obec uváděna jako Šibice. Ve třicátých letech došlo ke změně českého názvu a na mapě třetího vojenského mapování z roku 1935 je již uveden současný název Svibice.
Jméno bylo původně středního rodu a znělo Svibíce. Byla to zdrobnělina obecného svibí – „svídový porost“ (sviba byla varianta dnes běžnějšího svída). Zastaráním původního způsobu tvoření byla jménu dána běžnější přípona -ica a jméno tak přešlo k ženskému rodu. V místním nářečí se používají tvary Śvibica a Śibica, z druhého pochází nověké německé jméno Schibitz.

## Historie

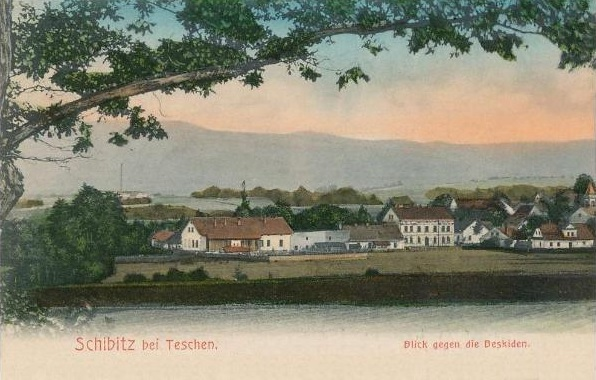
Svibice od řeky Olše
(kolem roku 1907)

### Vývoj obce
Původně zemědělská vesnice, která byla součástí Těšínského knížectví, se začala významně rozrůstat ve druhé polovině 19. století, kdy do této oblasti postupně přicházeli lidé ze Západní Haliče hledající práci v nově otevíraných průmyslových závodech. V roce 1900 byla Svibice samostatnou obcí a měla 120 domů a 1858 obyvatel. Obec prodala městu Těšín v roce 1909 část svých pozemků mezi železnicí a řekou Olší. Na získaných pozemcích vznikla část, které obyvatelé říkali Nová Svibice (kolem dnešní ulice Nová Tovární), zatímco původní jádro obce kolem kostela sv. Hedviky bylo Stará Svibice. V obci byla vybudována mlékárna, továrna na ohýbaný nábytek (Josef Jaworek, později součást akciové společnosti Thonet-Mundus) a dvě cihelny. Rozvoj obce vedl k úvahám o prodloužení tramvajové tratě z Těšína až do Svibice.
Po vzniku Československa zůstala část pozemků obce ležících za Olší v Polsku a spolu s několika domy byla připojena k vesnici Blahotice, (Błogocice). V roce 1921 měla Svibice 1989 stálých obyvatel a 144 domů.

Obec Svibice byla administrativně sloučena s městem Český Těšín v roce 1947 na základě výnosu ostravské expozitury Zemského národního výboru z 22. května 1947. V roce 1949 byla vypracována studie směrného plánu města, ve kterém byla Svibice již zahrnuta a od roku 1960 již probíhala výstavba podle územního plánu. Na jeho základě bylo vybudováno v osmdesátých letech sídliště Svibice na rozloze asi 28 ha, ve kterém v roce 2006 žilo asi 6800 obyvatel.

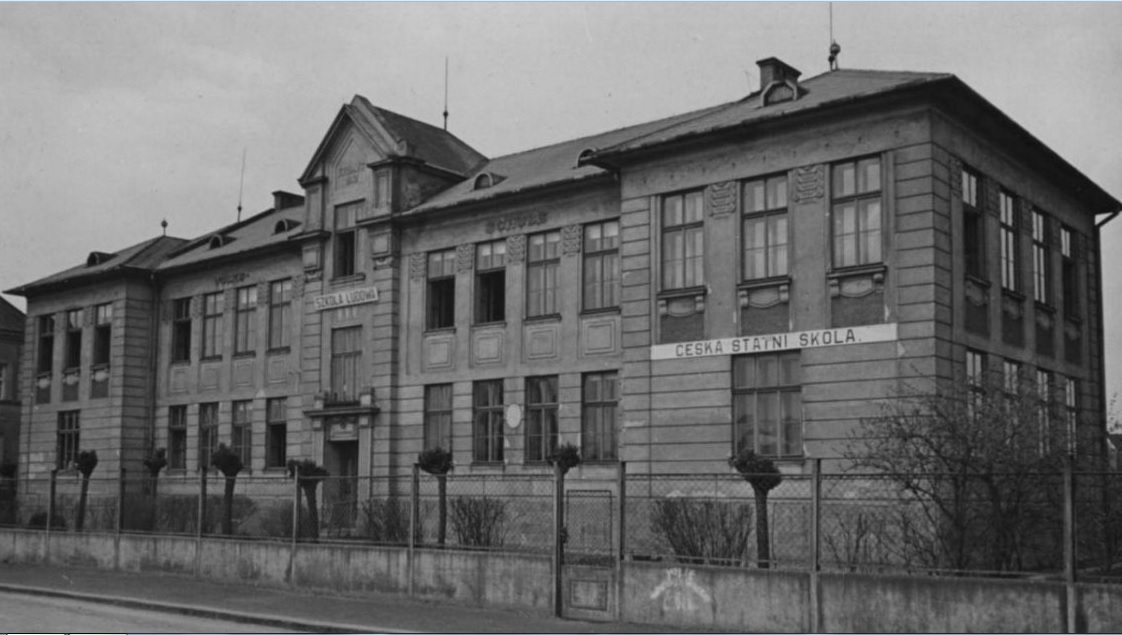
Svibice – stará škola
(kolem roku 1923)

### Školství
Vývoj školství ve Svibici odráží složitou jazykovou situaci na Těšínsku. První škola v obci byla postavena v roce 1873 na ulici Pod Zvonek 875/26. Byla to škola s německým a polským vyučovacím jazykem. 1. října 1921 byla ve Svibici otevřena jednotřídní česká státní menšinová škola. Protože v obci nebylo místo pro její umístění, byla dána do budovy německé a polské školy. V prvním roce bylo zapsáno 19 žáků. Po obsazení české části východního Těšínska Polskem byla německá i česká škola zrušena a pro všechny žáky bylo zavedeno vyučování v polštině. V září 1939 vypukla 2. světová válka, polská škola je zrušena a až do konce války se ve škole vyučuje německy. Od roku 1945 slouží školní budova české i polské škole. V souvislosti s výstavbou sídliště Svibice jsou vybudovány nové školní budovy pro českou školu a v roce 2003 opouští starou budovu i základní škola s polským jazykem vyučovacím.

## Současnost

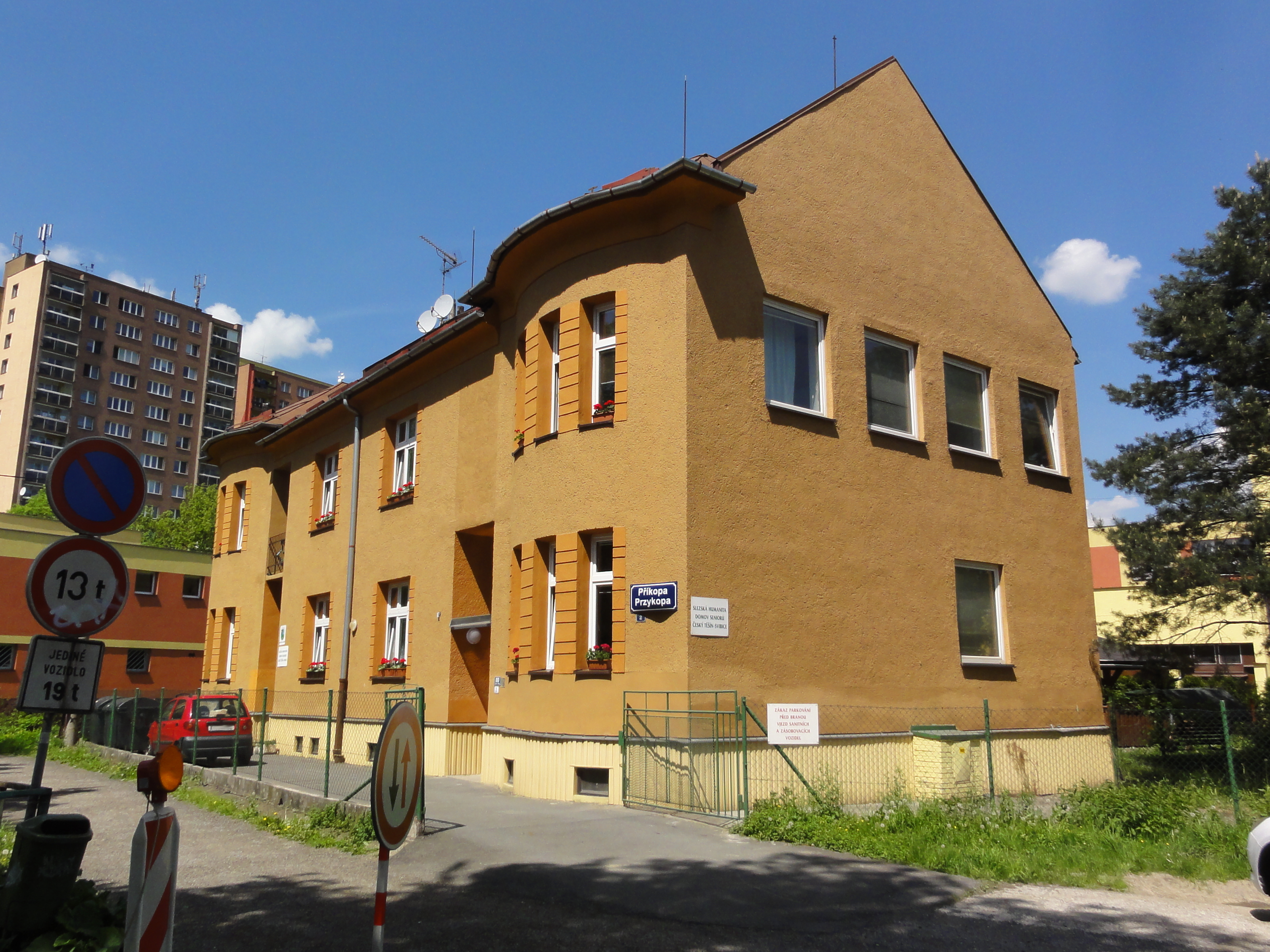
Svibice – Dům seniorů

Aktivity města Český Těšín se v současnosti soustřeďují na revitalizaci sídliště Svibice. Rekonstrukce veřejných prostranství a panelových budov započala v roce 2009 a předpokládané náklady v roce 2014 dosáhnou 120 milionů Kč.
Ve Svibici je základní škola umístěná v nových pavilonech v ulicích Slovenská a Pod Zvonek. Součástí školy je také krytý plavecký bazén. Mateřské školy jsou v ulicích Čáslavská a Okružní. Základní škola a mateřská škola s polským jazykem vyučovacím je v ulici Polní. Stará školní budova byla upravena a slouží jako detašované pracoviště Městského úřadu Českého Těšína.

### Doprava
Svibice je s centrem města spojena autobusovými linkami MHD (linky 721, 722 a 723). Doprava od nádraží v Českém Těšíně trvá 8 až 10 minut. Napojení na dálkovou dopravu je pomocí dálnice D48, exit 72 Český Těšín – západ.

### Společenský život
Místní skupina PZKO ve Svibici pořádá na podzim tradiční akci – svátek brambor Kobzol Szoł. Hosté se sejdou na zahradě domu PZKO, kde jsou pro ně připraveny bramborové placky (placki ziemniaczane).

### Pamětihodnosti

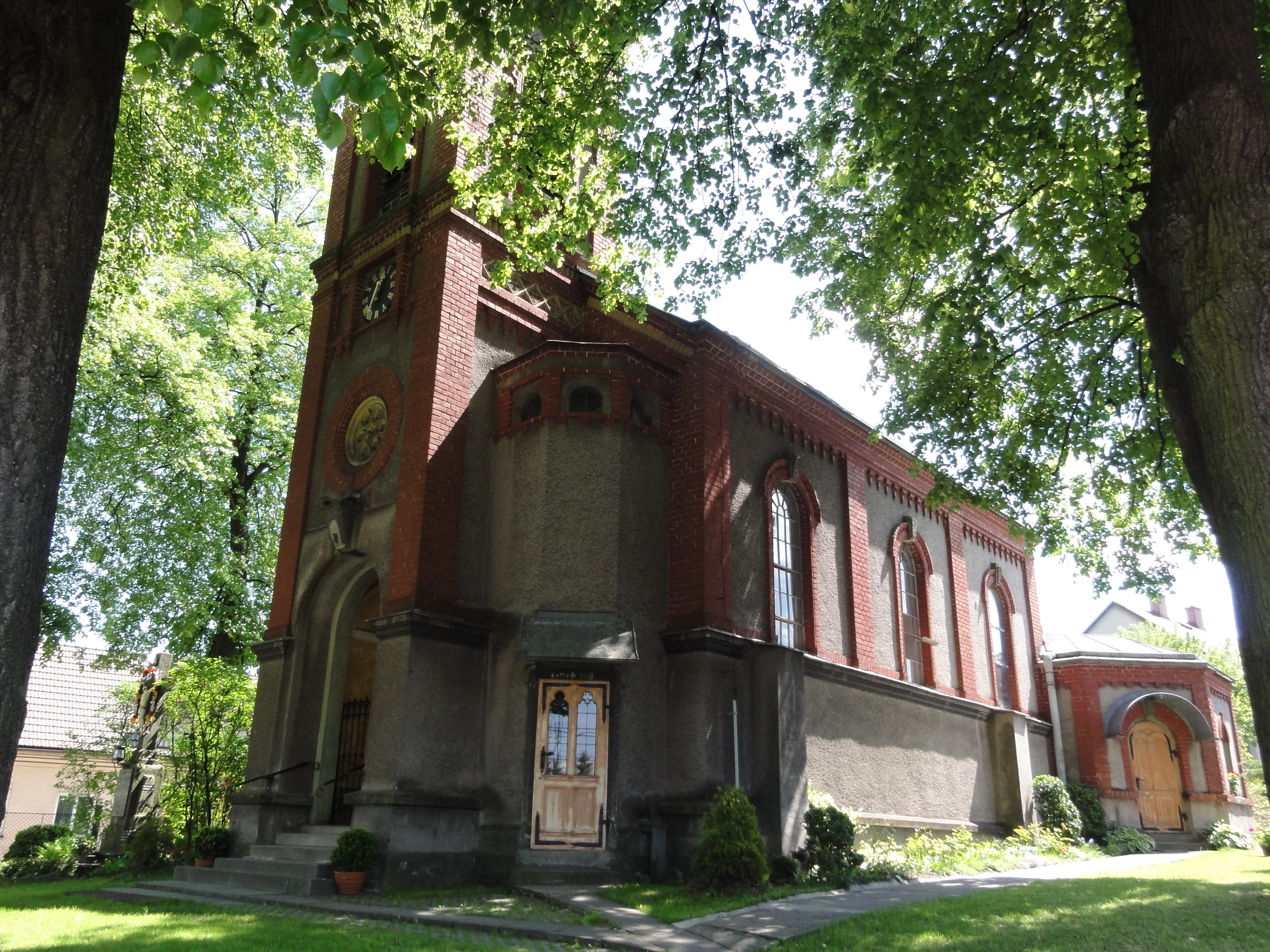
Svibice – kostel sv. Hedviky

- Kostel sv. Hedviky – stavba z roku 1893 v centru staré části Svibice
- Pomník na místním hřbitově k uctění památky obyvatel Svibice umučených v německých koncentračních táborech
- Penzion Zámeček – bývalá vila majitele továrny na ohýbaný nábytek Josefa Jaworka
- Restaurace Dělo – hostinec z konce 19. století